# Барге
Барге (итал. Barghe, ломб. Bàrghe) — коммуна в Италии, в провинции Брешиа области Ломбардия.
Население составляет 1123 человека (2008 г.), плотность населения составляет 208 чел./км². Занимает площадь 5 км². Почтовый индекс — 25070. Телефонный код — 0365.
Покровителем коммуны почитается святой Готтард, празднование 5 мая.

## Демография
Динамика населения:

## Администрация коммуны
- Официальный сайт: https://web.archive.org/web/20091001132147/http://www.comune.barghe.bs.it/